# Dinamo Podolsk
Dinamo Podolsk (ros. Футбольный клуб "Динамо" Московская область - Futbolnyj Kłub "Dinamo" Moskowskaja obłast´) – rosyjski klub piłkarski z siedzibą w Podolsku, w obwodzie moskiewskim i reprezentował obwód.

## Historia
Chronologia nazw
- ???—???: Dinamo obwód moskiewski (ros. «Динамо» Московская область)

Piłkarska drużyna Dinamo została założona w mieście Podolsk i reprezentowała obwód moskiewski, dlatego również nazywała się Dinamo obwód moskiewski.
W 1948 zespół debiutował w Trzeciej Grupie, strefie 1 Mistrzostw ZSRR, w której zajął 6. miejsce.
Po sezonie 1949, w którym zajął 8. miejsce już nie uczestniczył w rozgrywkach na poziomie profesjonalnym.

## Sukcesy
- 6. miejsce w Drugiej Grupie ZSRR, strefie 1: 1948